# Alejandro Wilfredo Bunge
Alejandro W. Bunge (Buenos Aires, 21 de novembro de 1951) é um clérigo católico romano argentino, advogado canônico e oficial da cúria. De 2020 a 2022 foi Presidente da Departamento do Trabalho da Sé Apostólica.

## Biografia
Alejandro W. Bunge estudou filosofia e teologia. Recebeu o sacramento da ordenação para a diocese de San Isidro em 23 de dezembro de 1978. Após estudos adicionais, concluiu a licenciatura em teologia na Pontifícia Universidade Católica da Argentina (UCA). Concluiu seus estudos de direito canônico na Pontifícia Universidade São Tomás de Aquino, em Roma, com doutorado em direito canônico.
De 1996 a 2013 lecionou como professor catedrático de direito canônico e foi reitor da faculdade de direito canônico da UCA. Ele também lecionou em vários seminários, foi temporariamente presidente e oficial do tribunal eclesial interdiocesano em Buenos Aires e presidente da Sociedade Argentina de Direito Canônico.
O Papa Francisco nomeou-o prelado auditor da Rota Romana em 7 de abril de 2013. De 2014 a 2015 foi membro da Comissão para o Estudo da Reforma dos Processos Matrimoniais em Direito Canónico.
Em 1º de outubro de 2020, o Papa Francisco nomeou-o Presidente do Departamento do Trabalho da Sé Apostólica. Ele foi substituído nesta função pelo Bispo Giuseppe Sciacca em 26 de janeiro de 2022. Em 8 de janeiro de 2021, Francisco também o nomeou membro da Pontifícia Comissão Disciplinar da Cúria Romana.